# Famille de Saint-Georges
Pour les articles homonymes, voir Saint-Georges.
La famille de Saint-Georges est une famille de la noblesse française, d'ancienne extraction, originaire de la Marche, et dont deux des quatre branches se sont développées dans le Poitou.

Elle s'est éteinte en 1858 avec sa dernière branche subsistante, la branche de Couhé-Vérac.

## Origine
La famille de Saint-Georges  tient son nom de la terre de Saint-Georges-la-Pouge, située dans la Marche, et que possédait au XIIIe siècle Pierre de Saint-Georges, chevalier, mentionné dans le testament de Rainaud d'Aubusson en 1281, possible aïeul d'Olivier de Saint-Georges, chevalier, tué à la bataille de Poitiers (1356).
La filiation est suivie depuis Olivier, seigneur de Saint-Georges, chevalier, qui épousa, avant le 5 avril 1403, Catherine de Rochechouart, dame de Boissec, fille d'Aimeri II de Rochechouart, seigneur de Mortemart, chambellan du roi, sénéchal du Limousin et lieutenant-général en Poitou.

## Branches
La famille de Saint-Georges a formé quatre branches principales qui ont essaimé en Bourgogne, dans le Limousin, le Poitou, l'Aunis et la Saintonge :
- branche ainée de Montceaux-l'Étoile (Saône-et-Loire)
- branche cadette de Marsais (Charente-Maritime)
- branche puinée de Fraisse, à Berneuil (Haute-Vienne)
- branche benjamine de Couhé-Vérac (Vienne)

## Personnalités

### Branche de Montceaux (Bourgogne)
- Hector de Saint-Georges, bailly de Lyon, commandeur de Montferrand, de l'ordre de Saint-Jean de Jérusalem, vivant en 1692 ;
- Claude de Saint-Georges, chanoine-comte de Saint-Jean en 1694, fils de Marc de Saint-Georges et de Gabrielle d'Amanzé ;
- Claude-Marie de Saint-Georges, frère du précédent, chanoine-comte de Saint-Jean en 1697 ;
- Claude II de Saint-Georges (Château de Montceaux-l'Étoile, 1634 – 9 juin 1714), évêque de Mâcon (1682-1684), évêque de Clermont (1684-1687), archevêque de Tours (1687-1693), archevêque de Lyon (9 septembre 1693-9 juin 1714).

### Branche deCouhé-Vérac(Poitou)
- Olivier de Saint-Georges, seigneur de Vérac, qui épousa Anne de Bouzeran/Jousserand et fut père d'Olivier, de Madeleine et de Louise de St-Georges (mariée à Jacques (Ier) de Caumont-La Force, marquis de Breíse/Boësse, tué au siège de La Mothe en Lorraine en 1634, fils aîné prédécédé du duc Henri-Nompar et petit-fils du maréchal-duc Jacques-Nompar, père du duc Jacques II et grand-père des ducs Henri-Jacques et Armand-Nompar II)[4] ;
- Olivier de Saint-Georges, seigneur de Vérac, Couhé, en Poitou, qui fournit aveu pour la seigneurie de Champagné-le-Sec et Le Péage-du-Bourg-de-Rone en 1676 ;
- Olivier de Saint-Georges, marquis de Vérac, chevalier des ordres du roi, lequel épousa Magdeleine Le Cocq et fut père d'Elisabeth Olive, mariée le 29 mai 1695 à Benjamin-Louis Frotier, seigneur de La Coste-Messelière, La Forest d'Essé, Vaurion & Champeaux, capitaine de chevau-légers, et lieutenant du roi au gouvernement de Poitou. Le même Olivier de Saint-Georges fut commandant pour le roi en Poitou, et mourut en juin 1704. Il écartelait ses armes de celles de Rochechouart[5].
- César de Saint-Georges, marquis de Vérac, maréchal de camp en 1713 ;
- Charles-Olivier de Saint-Georges, 4e marquis de Vérac (Château de Couhé-Vérac, 10 octobre 1743 – 28 octobre 1828), militaire et diplomate français des XVIIIe et XIXe siècles.

### non relié
- Louis de Saint-Georges, reçu chevalier de l'ordre de Saint-Jean de Jérusalem en 1693[6].

## Galerie de portraits

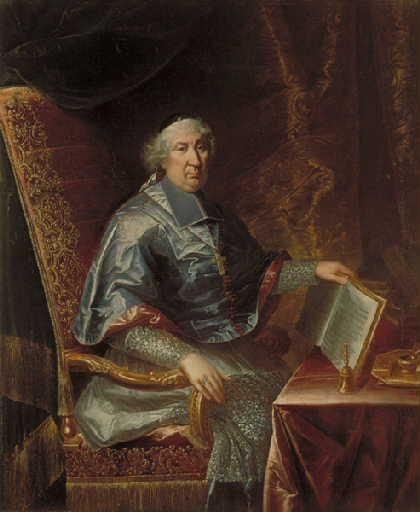
Portrait de Claude II de Saint-Georges, attribué à Henri Verdier (Montpellier, 1655 ; Lyon, 1721), Musée des Ursulines de Mâcon
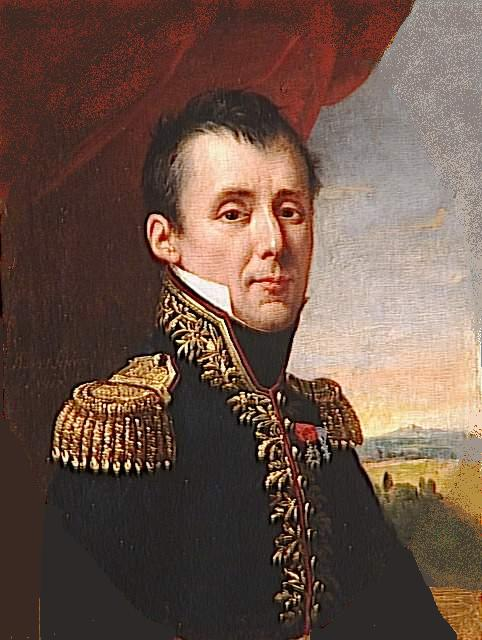
Portrait[7] d'Olivier de Saint-Georges de Vérac, maréchal de camp, gouverneur du château de Versailles de 1819 à 1830, Robert Lefèvre, 1817, château de Versailles

## Branche de Couhé-Vérac
Charles Olivier de Saint-Georges était le fils de François Olivier de Saint-Georges (1707-1753), marquis de Vérac, et d'Elisabeth Marie de Riencourt.

Armes de la famille de Rougé

Armes de la famille Costa de Beauregard

Armes de la famille de La Croix de Castries

- De son mariage, le 24 avril 1760, avec Marie Charlotte Joséphine Sabine de Croÿ d'Havré (1740 - Copenhague (Danemark), 27 février 1776), fille de Louis-Ferdinand de Croÿ (1713-1761), duc d'Havré, et de Marie-Louise de Montmorency-Luxembourg (1716-1764) ; il eut :
  - Anne Louis Joseph César Olivier (Paris, 22 juillet 1763 - Paris, 13 février 1838), 5e marquis de Vérac, marié, le 24 octobre 1785 à Paris, avec Gabrielle Françoise Eustachie ( † 15 juin 1822), fille de Charles François Gaspard Fidèle de Vintimille, sans postérité. César de Vérac fut marié très-jeune à mademoiselle de Vintimille, fille du comte de Vintimille, chevalier d'honneur de madame la comtesse d'Artois, qui obtint pour son gendre la survivance de cette place. Le comte de Vérac suivit la princesse en émigration, servit il l’armée des émigrés, et rentra en France quand les circonstances le permirent. Il fut nommé, à la Restauration, gentilhomme d’honneur de Monsieur, comte d'Artois, et plus tard, un des quatre chambellans de Charles X[8].
  - Anne Justine Elisabeth Joséphine (née le 13 avril 1767 - Paris), mariée, le 27 avril 1779 à Paris, avec Benjamin Léonor Louis Frotier (1760-1806), marquis de La Coste-Messelière, colonel de cavalerie, ministre plénipotentiaire, député aux États généraux de 1789, député du Cantal à la Convention nationale, préfet napoléonien (Allier), dont postérité ;
  - Olivier de Saint-Georges de Vérac (Paris, 1er août 1768 - Montfort-L'Amaury, 13 août 1858), marquis de Vérac, maréchal de camp, gouverneur du château de Versailles (1819-1830), marié, le 12 mai 1810 à Paris, avec Euphémie de Noailles (1790-1870), dont :
    - Marie Charlotte Adrienne Philippine (Paris VIIe, 27 février 1811 - Paris, 18 mars 1886), mariée, le 17 juin 1833 à Paris Xe, avec Adolphe de Rougé (1808-1871), dont :
      - Jeanne-Charlotte de Rougé (née le 20 octobre 1834), mariée le 10 mai 1859 à Théodore de Rous, marquis de La Mazelière (1820 ✝ 1873), dont postérité ;
      - Marguerite de Rougé (née le 15 décembre 1835), mariée le 25 juillet 1865 à Gonzague (né en 1838), marquis d'Isoard de Vauvenargues, dont postérité ;
      - Arthur de Rougé, 10e comte de Rougé, comte du Plessis-Bellière, marquis du Fay, Grand d'Espagne, 5e duc de Caylus, marié le 14 juin 1888 à Agnès de Rohan-Chabot (1854 ✝ 1927), fille de Charles de Rohan-Chabot et sœur d'Alain, dont postérité ;
      - Marie Pauline Herminie de Rougé (4 octobre 1845 - Paris ✝ 16 mars 1920 - Chambéry), mariée le 27 mai 1869 (Paris) à son cousin Paul Costa de Beauregard (1839 ✝ 1901), dont postérité ;

    - Marthe Augustine Antoinette Adrienne (Paris VIIe, 11 avril 1812 - Chambéry, 14 juillet 1884), mariée, le 12 mai 1834 à Marcieu (Isère), avec Louis Marie Pantaléon, marquis de Costa de Beauregard (1806-1864), dont postérité ;
    - Alix Marie Léontine (Paris VIIe, 30 mai 1818 - Paris VIIe, 13 février 1900), mariée le 4 juin 1838 avec Gaspard de La Croix (1816-1869), 2e comte de Castries, dont 18 enfants, dont :
      - Augustin de La Croix de Castries (1852-1912), contre-amiral ;
      - Jacques de La Croix de Castries (1868-1913), marié, en 1894, avec Valentine Emilie Goffe (1870-), dont :
        - Christian de La Croix de Castries (1902-1990), général de brigade.

  - Gabriel Louis Christian Joseph ( † 10 mars 1839 à Paris). Gabriel de Vérac fut chevalier de Saint-Louis. Il servit à l’armée des émigrés et en Espagne[8].

## Armoiries
| Image                | Armoiries de la famille |
| -------------------- | --- |
| Blason Saint-Georges | Branche ainée D'argent à la croix de gueules. Armes parlantes (Croix de saint Georges). |
|                      | Branche de Couhé-Vérac Écartelé : aux 1 et 4, d'argent, à la croix de gueules ; aux 2 et 3, fascé ondé enté d'argent et de gueules de six pièces (qui est Rochechouart), - Supports : deux sirènes - Cimier : une Mélusine - Devise : « Nititur Per Ardua Virtus ». |

## Demeures de famille
- Château du Tremblay sur Mauldre
- Château d'Orival